# 馬歇爾 (紐約州)
馬歇爾（英語：Marshall）是一個位於美國紐約州奧奈達縣的鎮。

## 人口
根據2020年美國人口普查的數據，馬歇爾的面積為84.96平方千米，皆為陸地。當地共有人口1966人，而人口密度為每平方千米23人。